# Luis Jacob
Luis Jacob (* 1971 in Lima in Peru) ist ein kanadischer Künstler.

## Leben und Werk
Jacob studierte Philosophie an der University of Toronto und schloss sein Studium dort 1996 mit dem B.A. ab.
2007 nahm er mit den beiden Arbeiten A Dance for Those of Us Whose Hearts Have Turned to Ice, Based on the Choreography of Françoise Sullivan and the Sculpture of Barbara Hepworth und Album III an der documenta 12 teil.
Jacob lebt und arbeitet in Toronto.

## Ausstellungen

### Einzelausstellungen (Auswahl)
- 2005: Habitat. Art Gallery of Ontario, Toronto.

### Teilnahme an Gruppenausstellungen (Auswahl)
- 2009: All That Is Solid Melts Into Air, Museum van Hedendaagse Kunst (MuHKA), Antwerpen.[2]
- 2007: documenta 12, Kassel.
- 2004: Explosion LTTR: Practice More Failure, zusammen mit Leidy Churchman.[3] Art in General, New York.
- 2003: Tomorrow’s News.[4] Galleria Hippolyte, Helsinki.
- 2002: Better Worlds.[5] Agnes Etherington Arts Centre, Kingston, Kanada.